# 章颂先
章颂先（1941年8月—），江苏苏州人，中华人民共和国外交官，曾任中华人民共和国驻特立尼达和多巴哥共和国特命全权大使。